# Атлас (робот)
Atlas — це двоногий гуманоїдний робот, розроблений американською робототехнічною компанією Boston Dynamics, за рахунок фінансування та нагляду від Агентства передових оборонних дослідницьких проектів США (DAPRA). Робот висотою 1,8 метра (6 футів) створений для виконання різноманітних пошуково-рятувальних завдань був представлений громадськості 11 липня 2013 року.

## Дизайн та розробка
Розробку та виробництво Atlas контролювало Агентство передових оборонних дослідницьких проектів США у співпраці з Boston Dynamics. Одна з рук робота була розроблена Національною лабораторією Sandia, а інша — iRobot. У 2013 році керівник програми Агентства передових оборонних дослідницьких проектів США (DAPRA) Гілл Пратт порівняв версію Atlas з маленькою дитиною, сказавши, що "1-річна дитина ледве ходить, 1-річна дитина сильно падає вниз … ось де ми зараз ".
Атлас розроблений на базі попереднього гуманоїдного робота PETMAN, який має чотири кінцівки з гідравлічним приводом. Робот Атлас створений з алюмінію та титану, він має висоту приблизно 5,9 фута, важить 180 фунтів (80 кг) і освітлений блакитними світлодіодами. Atlas оснащений двома системами зору — лазерним далекоміром і стереокамерами, обидва керовані бортовим комп'ютером, — і володіє руками з прекрасними можливостями моторики. Його кінцівки мають загальну свободу 28 ступенів свободи.Атлас може пересуватися по перетнутий місцевості та незалежно підніматися, використовуючи руки та ноги, хоча версія прототипу 2013 року була прив'язана до зовнішнього джерела живлення.
У жовтні 2013 року Boston Dynamics завантажило відео, на якому показано, що Atlas може протистояти ударам снарядів і втримувати рівновагу на одній нозі.
У 2014 році роботи Atlas, запрограмовані шістьма різними командами, змагалися в програмі DARPA Robotics Challenge, щоб перевірити здатність робота виконувати різні завдання, включаючи можливість сісти, вийти з транспортного засобу та керувати ним, відкрити двері та використовувати електроінструмент. Там також змагалися різноманітні інші роботи. Конкурс був присвячений Аварії на Першій Фукусімській АЕС в 2011 році і приніс приз на суму 2 мільйони доларів США команді-переможця.
У фіналі робототехніки Агентства передових оборонних дослідницьких проектів США (DAPRA) у 2015 році Атлас від IHMC Robotics (названий Running Man) посів друге місце після корейської команди Kaist та їхнього робота DRC-Hubo з відривом у шість хвилин, завершивши всі завдання за 50:26.

### Атлас, наступне покоління
23 лютого 2016 року компанія Boston Dynamics випустила відео нової версії робота Atlas на YouTube. Нова версія Atlas призначена для роботи як зовні, так і всередині будинків. Він спеціалізований для пересувних маніпуляцій і адаптований до ходьби по різній місцевості, включаючи сніг, і також може робити сальто назад та колесо. Він працює з електричним та гідравлічним приводом. Atlas використовує датчики в тілі та ногах, щоб тримати рівновагу та використовує LIDAR і стерео датчики в голові, щоб уникати перешкод, аналізувати місцевість, допомагати в навігації(орієнтації) та маніпулювати предметами, навіть коли вони переміщуються. Ця версія Atlas має висоту близько 175 см (приблизно на голову нижча, ніж DRC Atlas) і важить 82 фунти (82 кг).

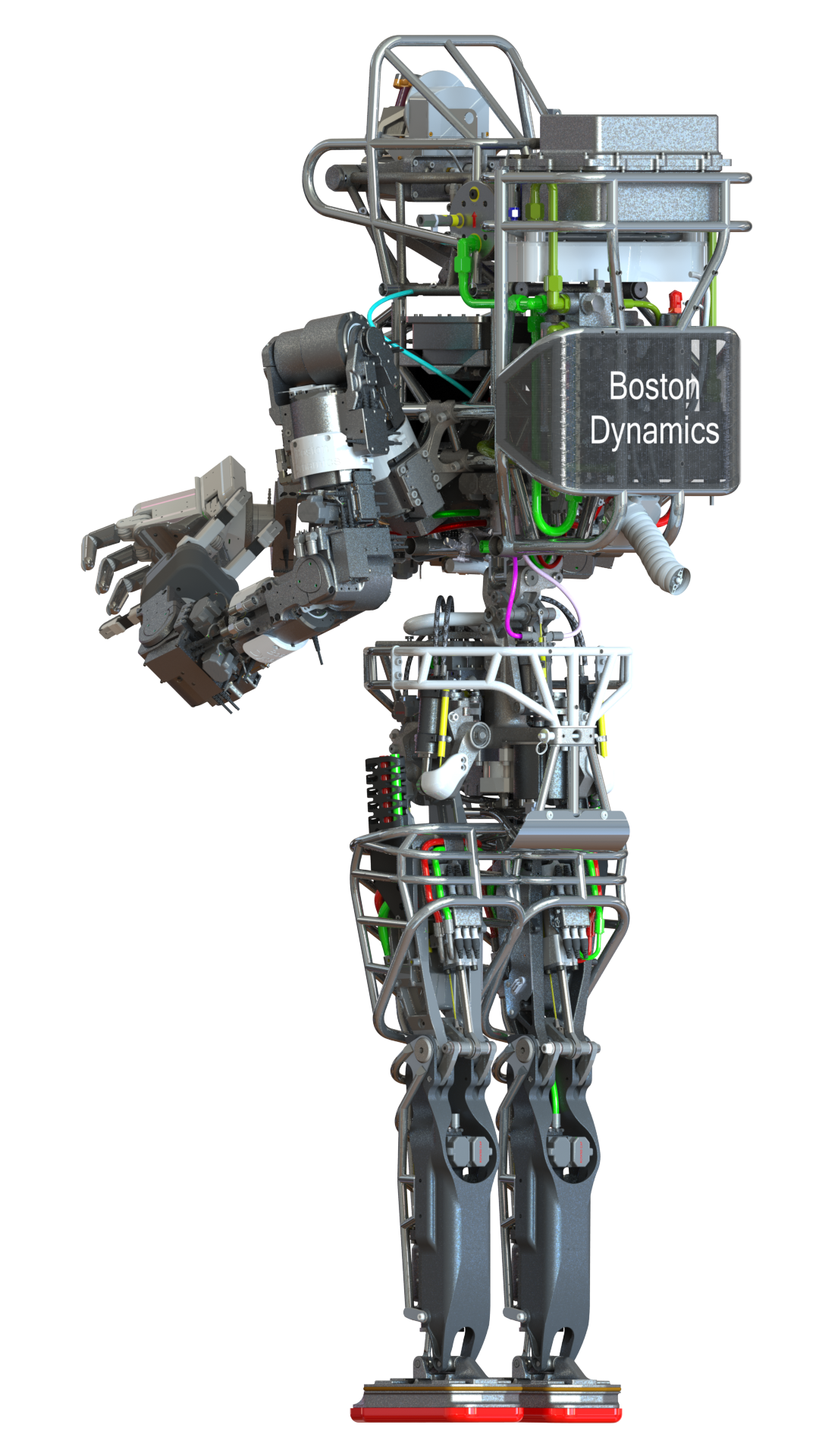
Atlas, вид ззаду

### Що нового, Atlas?
16 листопада 2017 року компанія Boston Dynamics випустила на YouTube оновлене відео робота Atlas. У цьому відео Atlas було показано стрибки по коробках, повороти на 180 градусів під час стрибків і виконання зворотного перевороту.
10 травня 2018 року компанія Boston Dynamics випустила на YouTube оновлене відео роботи робота Atlas. У цьому відео Атлас біг по траві та по нерівній місцевості, а також перестрибував через колоду, яка лежала на траві.
12 жовтня 2018 року компанія Boston Dynamics випустила на YouTube оновлене відео роботи робота Atlas. У цьому відео Atlas біг, стрибаючи по коробках.
24 вересня 2019 року компанія Boston Dynamics випустила ще одне оновлене відео робота Atlas на YouTube. У цьому відео Атлас показав, що виконує щось подібне до вільних вправ у гімнастиці. Робот демонструє здатність плавно(без ривків) виконувати стійку на руках, сальто і обертання. Boston Dynamics стверджує, що робота було навчено за допомогою «нових методик, що впорядкують процес розробки».

## Застосування

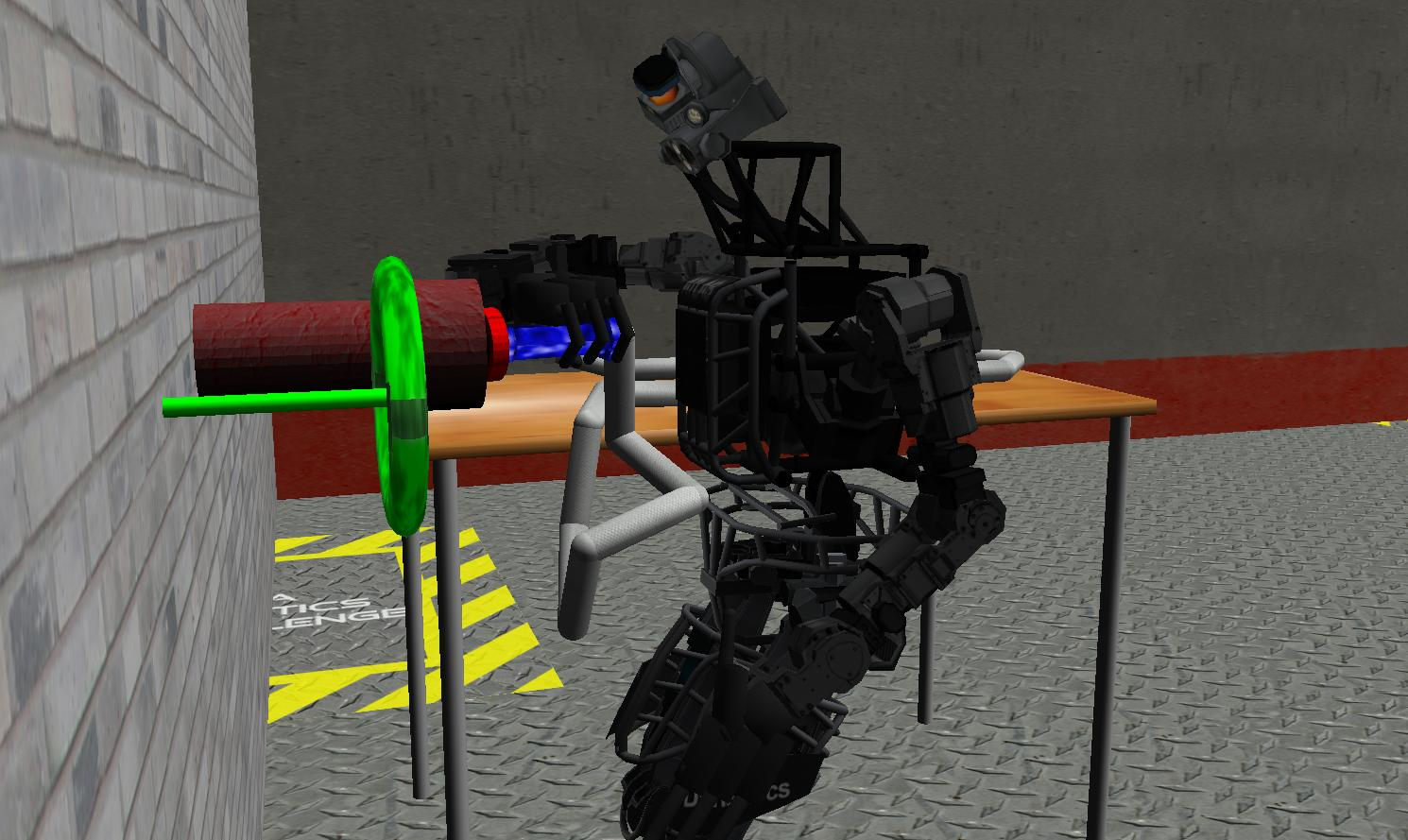
Робот Atlas підключає шланг до труби в комп'ютерному моделюванні Gazebo

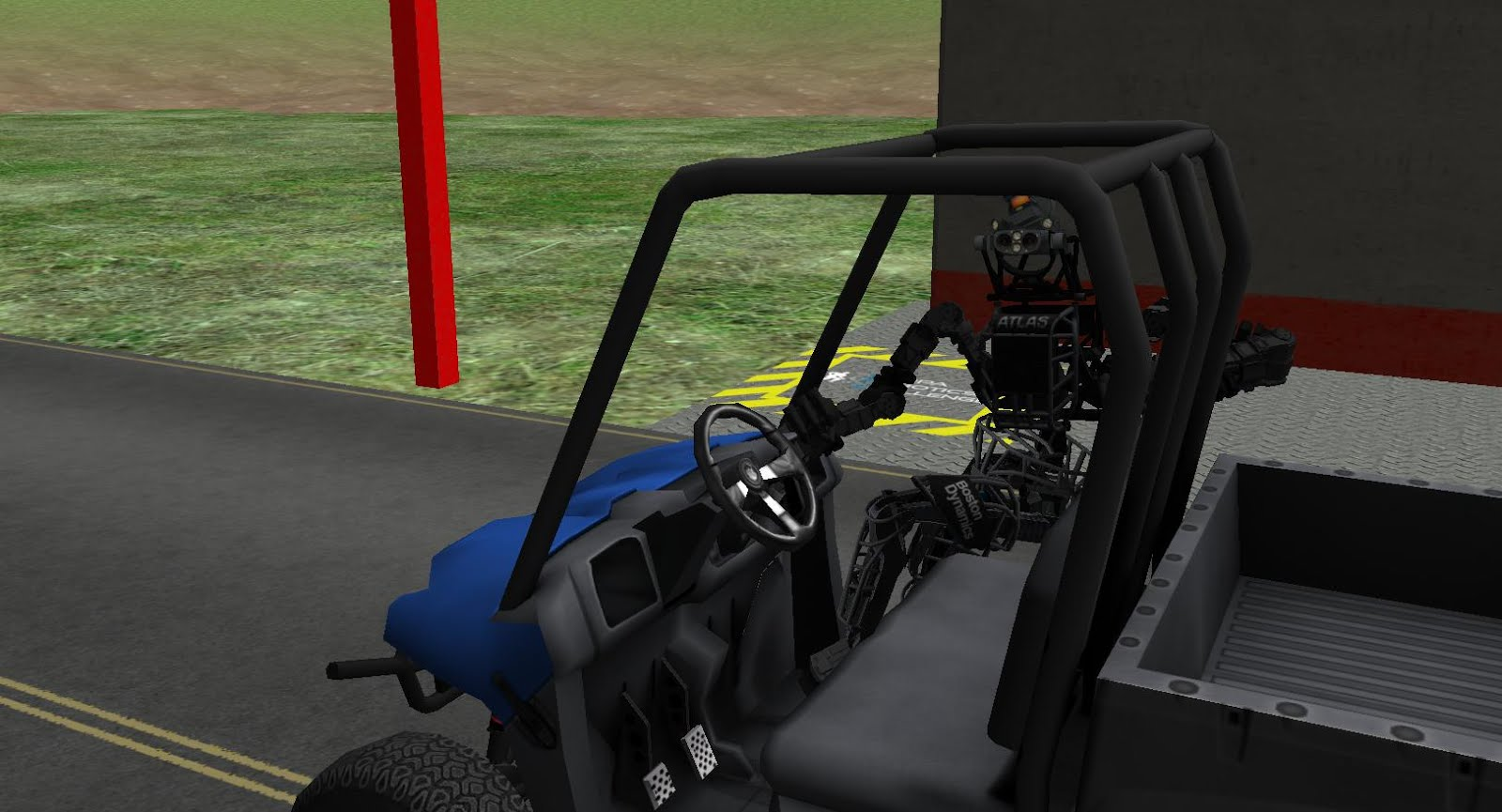
Модельоване зображення робота Атласа, що сідає в транспортний засіб.

«Атлас» призначений для надання екстреної допомоги у пошуково-рятувальних операціях, виконуючи такі завдання, як закриття клапанів, відкривання дверей та експлуатація обладнання, що працює на електроенергії, в умовах, коли люди не змогли б вижити. У 2013 році Міністерство оборони заявило, що не має інтересу використовувати робота для наступальної чи оборонної війни.
У конкурсі робототехніки Darpa 2015 року Atlas зміг виконати всі вісім завдань наступним чином:
1. Керувати вантажівкою з низькими бортами на об'єкті.
2. Рухатися по щебеню.
3. Забрати сміття, яке блокує прохід.
4. Відкрити двері та увійти у будівлю.
5. Піднятися по промисловій драбині і пройти промислову доріжку.
6. За допомогою інструменту пробити бетонну панель.
7. Знайти і закрити клапан біля труби, що протікає.
8. Підключити пожежний шланг до трубопроводу та увімкнути клапан.

## Реакція
Атлас був представлений публіці 11 липня 2013 року. New York Times заявив, що його дебют був «яскравим прикладом того, як комп'ютери починають рости і рухатися у фізичному світу», описуючи робота як "хиткого гіганта, який є кроком до довгоочікуваного віку гуманоїдних роботів ". Гері Бредський, фахівець зі штучного інтелекту, заявив, що «з'являється новий вид, Robo sapiens».